# Diplazium stenochlamys
Diplazium stenochlamys är en majbräkenväxtart som beskrevs av Carl Frederik Albert Christensen.
Diplazium stenochlamys ingår i släktet Diplazium och familjen Athyriaceae. Inga underarter finns listade i Catalogue of Life.